# Борец нью-йоркский
Борец нью-йоркский, или Борец новеборацензе, или  (лат. Aconitum noveboracense) — многолетнее травянистое растение, вид рода Борец (Aconitum) семейства Лютиковые (Ranunculaceae).

## Распространение и экология
Растение распространено в нескольких северо-восточных штатах США: в Айове, Висконсине, Нью-Йорке и Огайо. Произрастает в лесах на северных или восточных склонах известняковых и песчаниковых скал, в затенённых и хорошо увлажнённых местах. Вид внесён в список находящимися под угрозой исчезновения и исчезающих животных и растений США в 1978 году.

## Ботаническое описание
Растение высотой около 1 метра.
Корень небольшой клубневидный.
Листья широкие, глубоко рассечённые на зубчатые доли.
Цветки голубого цвета около 2,5 см в длину собраны в кистевидные соцветия.  
Цветение длится с июня по сентябрь. Опыление проходит с участием шмелей, собирающих нектар и пыльцу.

## Таксономия
Вид Борец новеборацензе входит в род Борец (Aconitum) трибы Живокостные (Delphinieae) подсемейства Лютиковые (Ranunculoideae) семейства Лютиковые (Ranunculaceae) порядка Лютикоцветные (Ranunculales).
Некоторые источники рассматривают данный вид как подвид другого североамериканского вида Aconitum columbianum Nutt. subsp. columbianum.
|  |                       |  |                                               |                                               |                                         |  | ещё четыре подсемейства (согласно Системе APG II) | ещё четыре подсемейства (согласно Системе APG II) |                                           |  |  |  | ещё 2 рода              | ещё 2 рода              |  |  |
|  |                       |  |                                               |                                               |                                         |  | ещё четыре подсемейства (согласно Системе APG II) | ещё четыре подсемейства (согласно Системе APG II) |                                           |  |  |  | ещё 2 рода              | ещё 2 рода              |  |  |
|  |                       |  |                                               | семейство Лютиковые                           |                                         |  |                                                   |                                                   | триба Живокостные                         |  |  |  |                         | вид Борец новеборацензе |  |  |
|  |                       |  |                                               | семейство Лютиковые                           |                                         |  |                                                   |                                                   | триба Живокостные                         |  |  |  |                         | вид Борец новеборацензе |  |  |
|  | порядок Лютикоцветные |  |                                               |                                               | подсемейство Лютиковые (Ranunculoideae) |  |                                                   |                                                   | род Борец, или Аконит                     |  |  |  |                         |                         |  |  |
|  | порядок Лютикоцветные |  |                                               |                                               |                                         |  |                                                   |                                                   |                                           |  |  |  |                         |                         |  |  |
|  |                       |  | ещё десять семейств (согласно Системе APG II) | ещё десять семейств (согласно Системе APG II) |                                         |  |                                                   | ещё восемь триб (согласно Системе APG II)         | ещё восемь триб (согласно Системе APG II) |  |  |  | ещё от 250 до 300 видов |                         |  |  |
|  |                       |  |                                               | ещё десять семейств (согласно Системе APG II) |                                         |  |                                                   |                                                   | ещё восемь триб (согласно Системе APG II) |  |  |  |                         |                         |  |  |